# Visite à Félix Labisse
 (juillet 2025).
Pour plus de détails, voir Fiche technique et Distribution.
Visite à Félix Labisse est un court métrage, et documentaire de Alain Resnais sorti en 1947.

## Fiche Technique
- Réalisation : Alain Resnais
- Tourné en : France

## Distribution
- Félix Labisse